# 제왕
제왕(帝王)은 흔히 황제나 국왕을 아우르는 호칭으로, 군주를 가리킨다.

## 왕에서 황제로

### 대표적인 제왕들
- 진시황(진나라의 왕이었으나, 중국에서 황제(emperor)라는 단어를 쓰기 시작했다.)
- 광개토대왕 (광개토대왕비에는 자신이 황천에 세를 떨치고 천자의 아들이라 하였다.)
- 고려 제왕들(고려의 제왕들은 자신들을 신성황제로 불렀다.)
- 조선 제왕들(조선의 제왕들은 조선왕조실록에서 제왕이라 칭해졌다.)
- 남월 무제(前남월 무왕, 남월국의 왕이었으나, 칭호를 남월 황제라 하였다.)
- 남월 문제(後남월 문왕)
- 후조 석륵(대조 천왕이라 하였다가, 황제로 고쳤다.)
- 후조 석호(거섭조 천왕/대조 천왕이라 하였다가, 황제로 고쳤다.)
- 전진 부견(대진 천왕이라 하였다가,  황제로 고쳤다.)
- 북하 혁련발발(대하 천왕이라 하였다가, 황제로 고쳤다.)
- 왜 덴무(야마토 왕권의 대군(okimi)이었다가, 덴노(denno)라 자칭한 후부터 현재에 이르고있다.)
- 오토 1세(프랑크 왕국의 국왕이었다가, 교황으로부터 황제의 칭호를 받아 신성 로마 제국을 건국하였다.)
- 원 세조(몽골 제국의 칸(khan, 또는 한(汗)/가한(可汗)은 왕에 해당)이었다가, 원나라의 카간(kagan, 또는 대한(大汗)/대가한(大可汗)은 황제에 해당)이 되었다.)
- 오스만 1세(술탄(sultan)은 원내 국왕에 준하는 호칭이었지만, 오스만 제국에서만 황제를 뜻한다.)
- 표트르 1세(차르(czar)는 과거 러시아에서 국왕에 준하는 칭호였다가, 러시아 제국 때 황제를 뜻했다.)
- 빅토리아 여왕(영국의 여왕이었다가, 대영 제국이 인도를 점령한 뒤 인도 엠프러스(empress, 여제)을 겸임하였다. 현재 연합 왕국이다.)
- 빌헬름 1세(프로이센의 국왕이었다가, 독일 제국의 카이저(kaiser, (황제)가 되었다.)

## 황제의 뜻을 가진 천왕

### 대표적인 제왕들
- 남월 무왕(前남월 무제, 남월 황제라 하였다가 황제의 호칭을 버리고 왕으로 환원하였다.)
- 남월 문왕(後남월 문제)
- 후진 요흥(황제 대신 북조의 황제라는 뜻인 천왕이라 하였다.)
- 후연 모용성(황제 대신 북조에서 황제의 칭호로 쓰이는 천왕이라 하였다.)
- 후연 모용희(황제 대신 북조에서 황제로 쓰이는 천왕이라 하였다.)
- 북주 우문각(황제 대신 북주에서 황제 칭호로 쓰인 대주 천왕이라 하였다.)

## 같이 보기
- 제왕학
- 제왕운기
- 외왕내제
- 천왕(天王, tian wang)
- 천가한, 천칸/천한(天可汗, tian khan/天汗)
- 칭호